# Sophie Dusautoir Bertrand
Sophie Dusautoir Bertrand (Andorra la Vella, 5 giugno 1972) è una scialpinista andorrana.
Ha cominciato la carriera con nel 2002 e con la Cronoescalada Pas de la Casa nel 2005 ha cominciato la carriera da professionista. Nel 2009 ha vinto la medaglia di bronzo a squadre agli Europei di Alpago 2009 insieme ad Ariadna Tudel Cuberes.